# Wechselkopf
Wechselkopf är en bergstopp i Österrike, på gränsen till Tyskland. Den ligger i den västra delen av landet, 400 km väster om huvudstaden Wien. Toppen på Wechselkopf är 1 392 meter över havet.
Terrängen runt Wechselkopf är bergig, och sluttar norrut. Runt Wechselkopf är det ganska glesbefolkat, med 50 invånare per kvadratkilometer.. Närmaste större samhälle är Thaur, 19,2 km söder om Wechselkopf. 
I omgivningarna runt Wechselkopf växer i huvudsak barrskog.